# Xã Bigelow, Quận Nobles, Minnesota
Xã Bigelow (tiếng Anh: Bigelow Township) là một xã thuộc quận Nobles, tiểu bang Minnesota, Hoa Kỳ. Năm 2010, dân số của xã này là 373 người.